# Brauner Grashüpfer
Der Braune Grashüpfer (Chorthippus brunneus, Syn.: Glyptobothrus brunneus) ist eine Kurzfühlerschrecke aus der Familie der Feldheuschrecken (Acrididae). Sie ist in Deutschland weit verbreitet.

## Beschreibung
Beide Geschlechter sind, oberseits im Wesentlichen bräunlich, etwas variabel gefleckt gefärbt. Die Unterseite ist heller und die Seiten des Abdomens erscheinen meist senkrecht schwarz-hell gestreift. Die Tiere können auch in anderen Färbungen der Oberseite vorkommen (siehe Bilder). Sie scheinen sich damit der Untergrundfarbe anzupassen. Die Abdomenspitze ist bei Männchen und Weibchen oft oberseits rot gefärbt. Die Weibchen sind mit ca. 20–25 mm Länge wesentlich größer als die Männchen. Im Feld ist die Art nur an der Lautäußerung sicher von mehreren sehr ähnlichen Arten der Gattung Chorthippus zu unterscheiden.

## Lebensraum
Die Art bevorzugt trocken-warme Standorte mit sandigem Untergrund und offenen Bodenstellen, auch Wegränder, Kahlschläge und Brachen. Auch etwas feuchtere Standorte werden angenommen.

## Lebensweise
Die Weibchen des Braunen Grashüpfers legen die Eier in den Boden.

## Verbreitung
Der Braune Grashüpfer ist in ganz Deutschland häufig. Er kann gut fliegen und neu entstandene Lebensräume schnell besiedeln (Pionierart). Er ist euro-asiatisch verbreitet und nicht gefährdet.

## Bilder

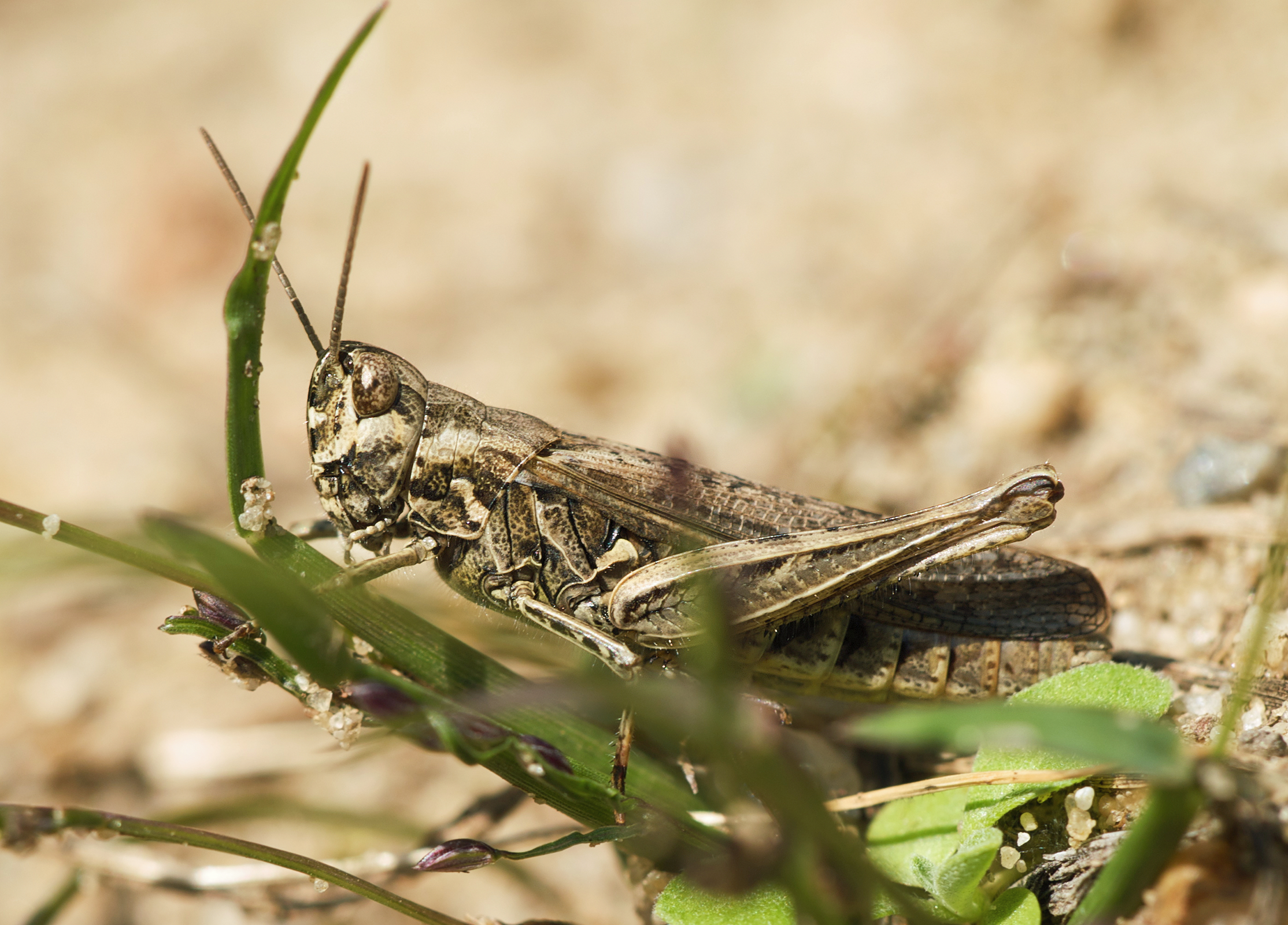
Normal gefärbtes Weibchen
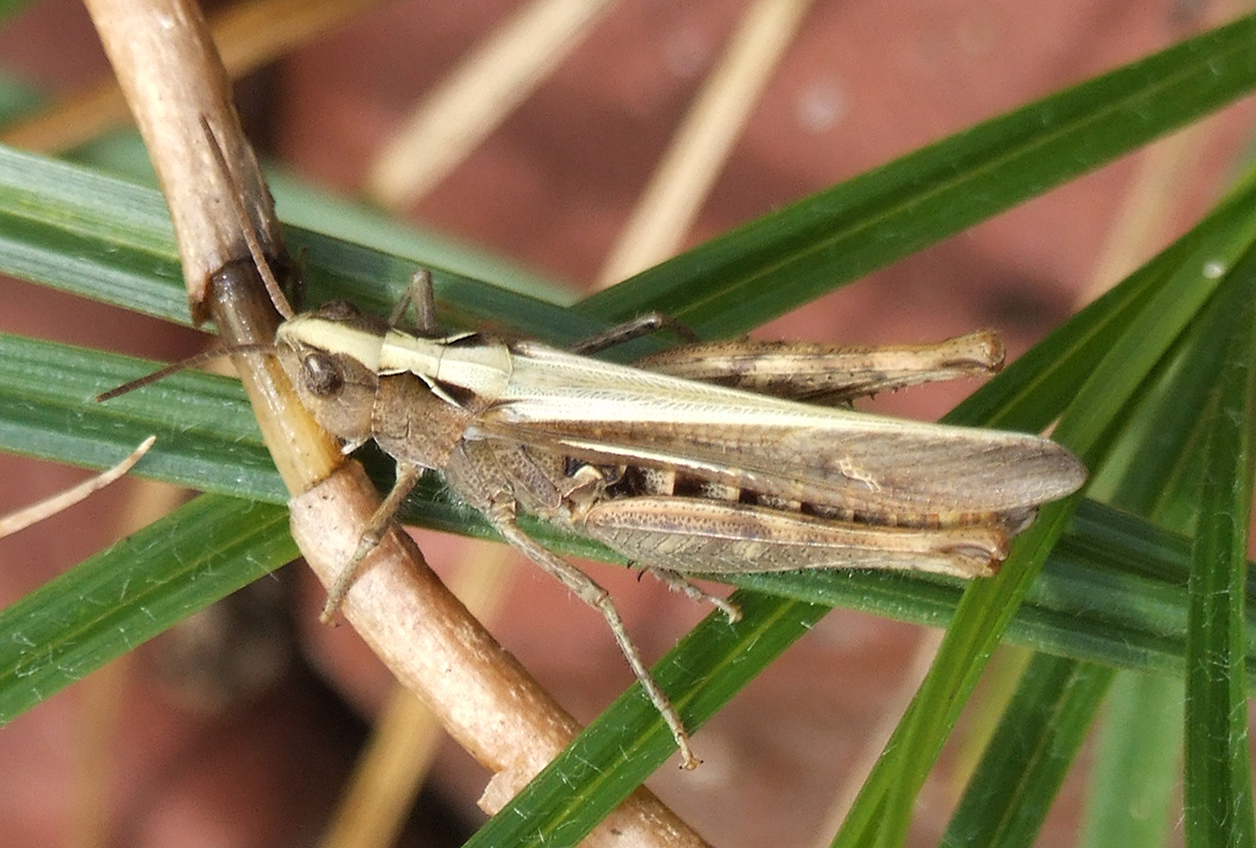
Weibchen in weißlicher Farbvariante
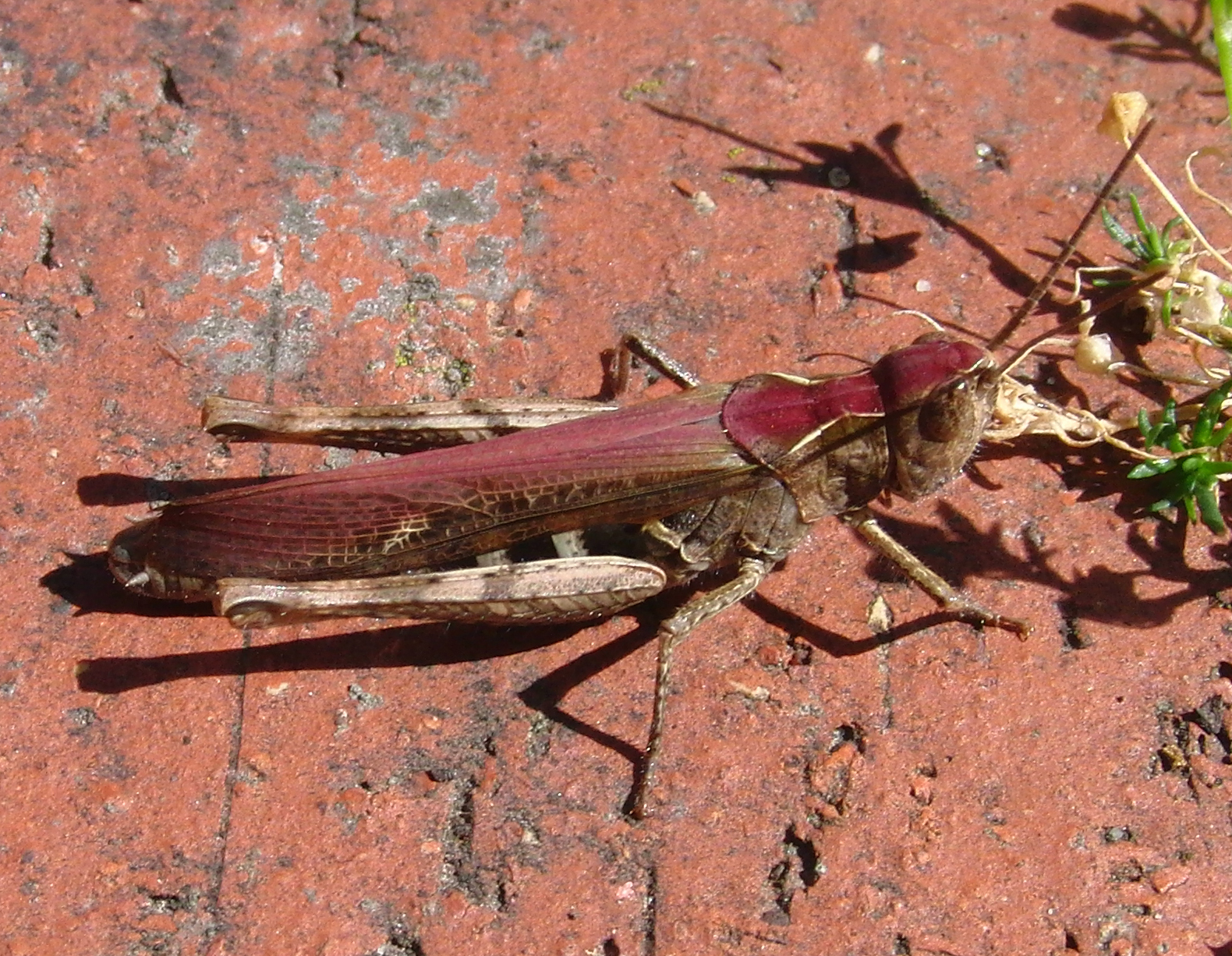
Weibchen in roter Farbvariante
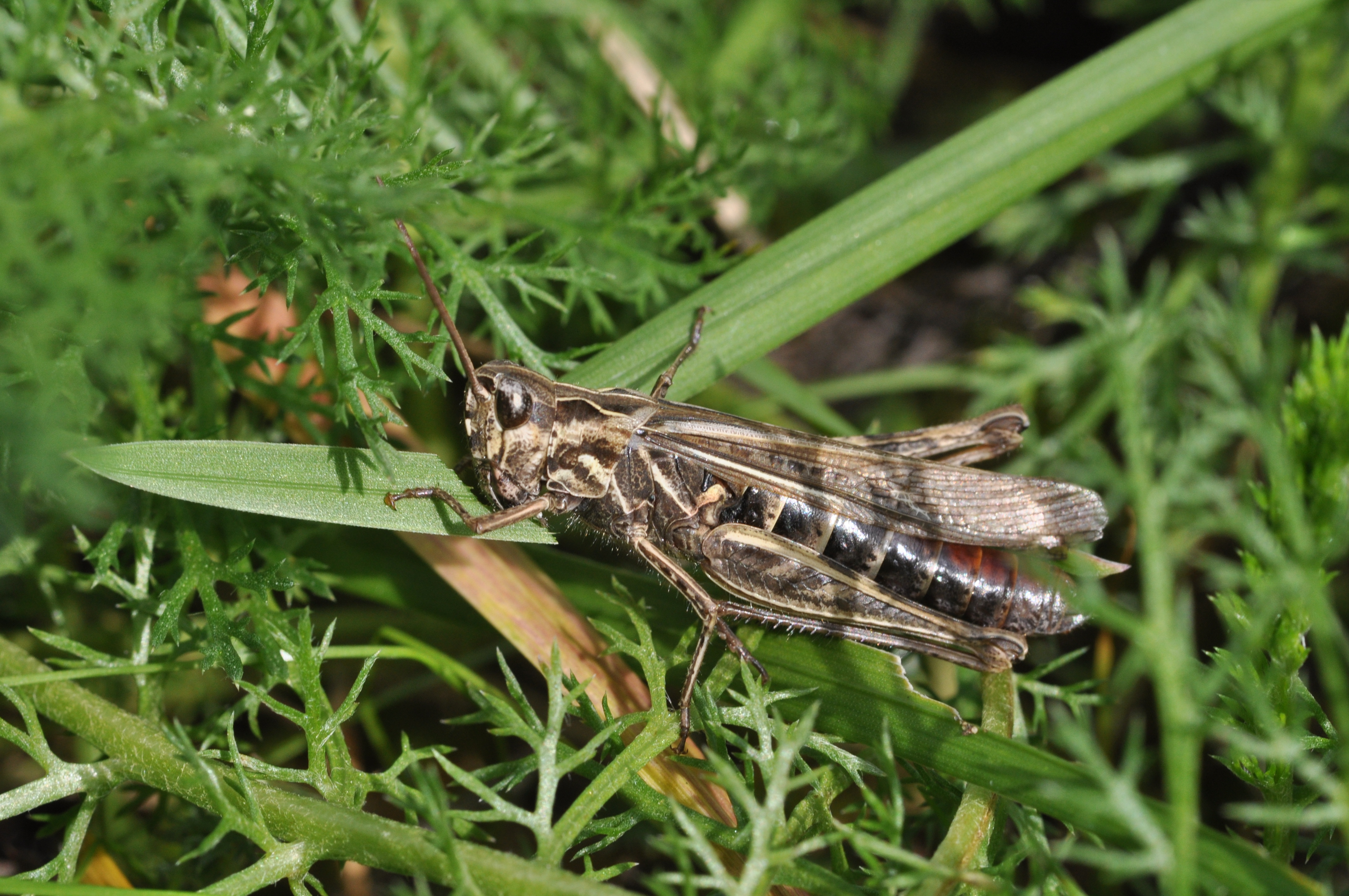
Fressendes Weibchen
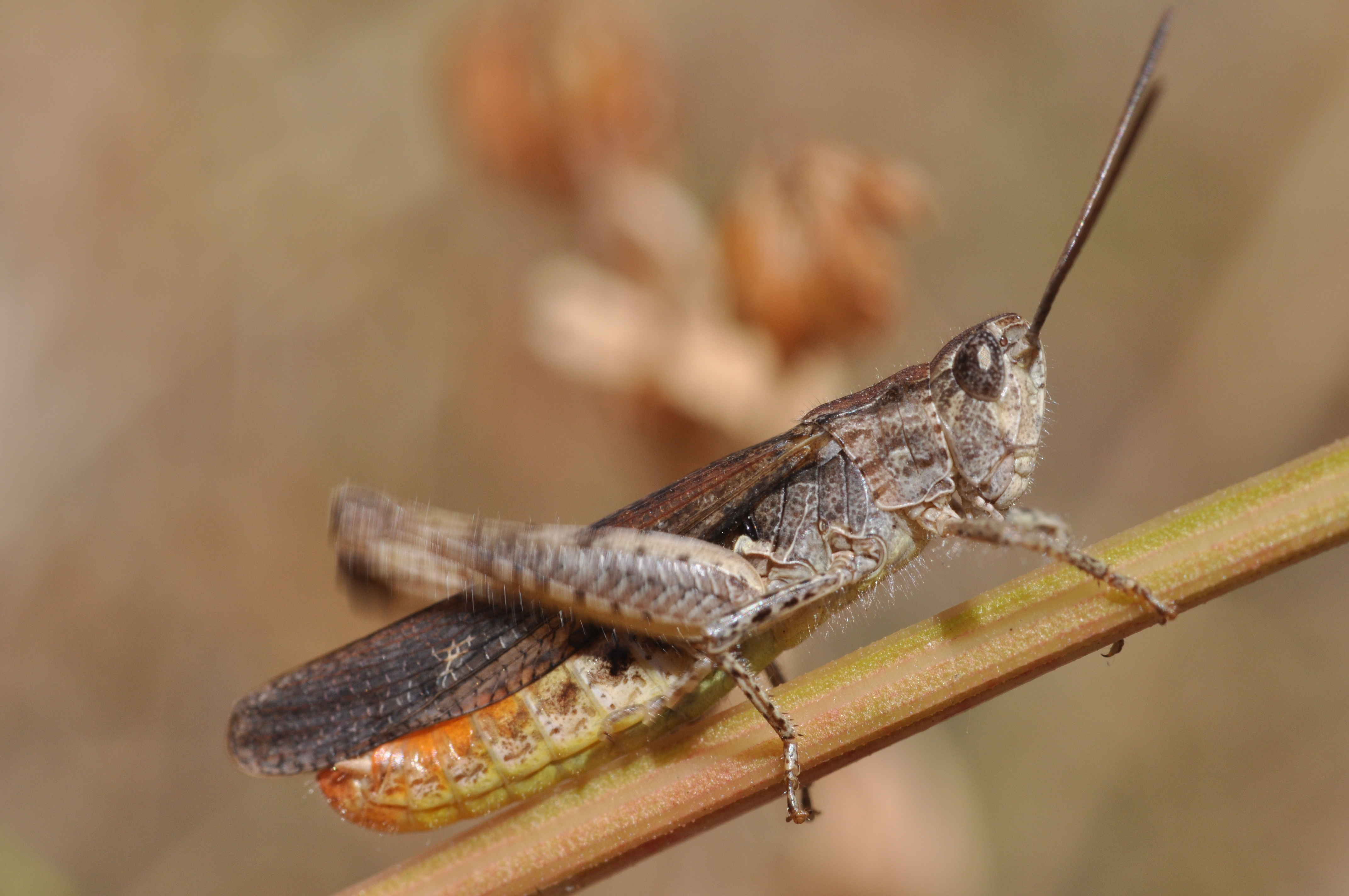
Stridulierendes Männchen
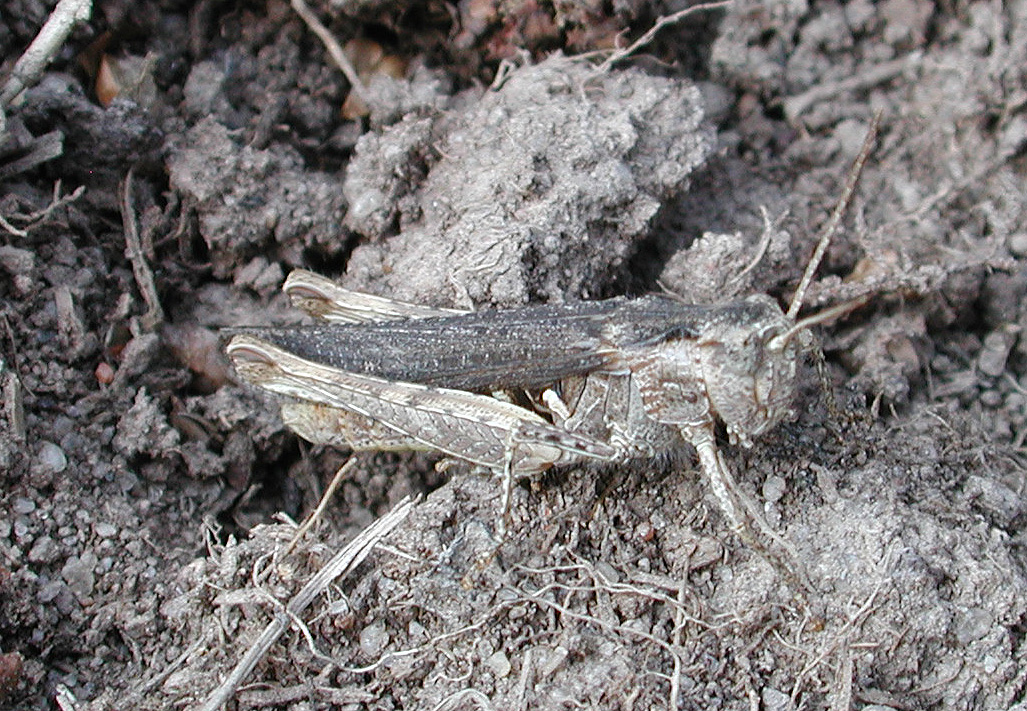
Ein Männchen in grauer Farbvariante
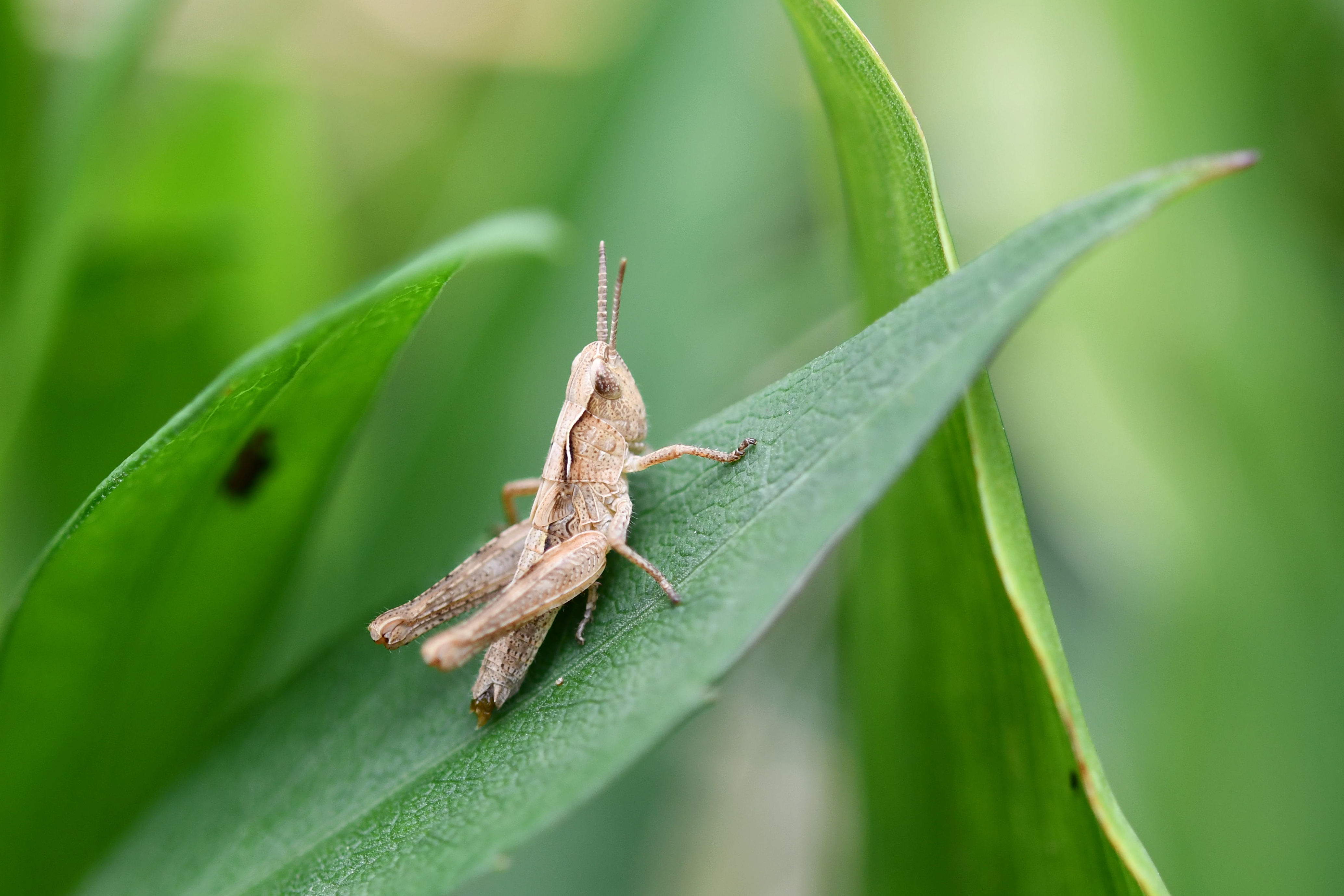
Larve eines Braunen Grashüpfers